# Germán Weiner
Germán Alberto Weiner (Humboldt, Provincia de Santa Fe, Argentina; 14 de mayo de 1984) es un futbolista argentino. Juega como delantero por afuera o extremo y su primer equipo fue Unión de Santa Fe. Actualmente se encuentra retirado, siendo Cipolletti de Río Negro su último equipo.

## Trayectoria
Nacido en Humboldt, Germán Weiner se inició futbolísticamente en el club Sarmiento de esa localidad hasta que en el 2000 pasó a integrar las divisiones inferiores de Unión de Santa Fe. Su debut como profesional se produjo el 16 de octubre de 2004, en la victoria 2-0 ante la C.A.I. de Comodoro Rivadavia: ese día ingresó a los 45 del ST en reemplazo de Sebastián García. En total jugó 93 partidos con la camiseta rojiblanca y convirtió 11 goles.
Posteriormente siguió su carrera en Central Norte de Salta, Libertad de Sunchales y Cipolletti de Río Negro.

## Clubes
| Club                    | País      | Año       |
| ----------------------- | --------- | --------- |
| Unión de Santa Fe       | Argentina | 2004-2010 |
| Central Norte de Salta  | Argentina | 2011-2013 |
| Libertad de Sunchales   | Argentina | 2013-2014 |
| Cipolletti de Río Negro | Argentina | 2015-2019 |

### Estadísticas
- Actualizado al 30 de junio de 2019

| Club                        | Div.                | Temporada           | Liga | Liga | Copa Nacional | Copa Nacional | Copa Internacional | Copa Internacional | Total | Total |
| Club                        | Div.                | Temporada           | PJ   | G    | PJ            | G             | PJ                 | G                  | PJ    | G     |
| --------------------------- | ------------------- | ------------------- | ---- | ---- | ------------- | ------------- | ------------------ | ------------------ | ----- | ----- |
| Unión Argentina             |                     |                     |      |      |               |               |                    |                    |       |       |
| 2.ª                         | 2004/05             | 4                   | 0    | -    | -             | -             | -                  | 4                  | 0     |       |
| 2.ª                         | 2005/06             | 15                  | 2    | -    | -             | -             | -                  | 15                 | 2     |       |
| 2.ª                         | 2006/07             | 24                  | 5    | -    | -             | -             | -                  | 24                 | 5     |       |
| 2.ª                         | 2007/08             | 8                   | 0    | -    | -             | -             | -                  | 8                  | 0     |       |
| 2.ª                         | 2008/09             | 18                  | 2    | -    | -             | -             | -                  | 18                 | 2     |       |
| 2.ª                         | 2009/10             | 23                  | 2    | -    | -             | -             | -                  | 23                 | 2     |       |
| 2.ª                         | 2010/11             | 1                   | 0    | -    | -             | -             | -                  | 1                  | 0     |       |
| Total                       | Total               | 93                  | 11   | -    | -             | -             | -                  | 93                 | 11    |       |
| Central Norte (S) Argentina |                     |                     |      |      |               |               |                    |                    |       |       |
| 3.ª                         | 2010/11             | ?                   | 2    | -    | -             | -             | -                  | ?                  | 2     |       |
| 3.ª                         | 2011/12             | ?                   | 6    | 1    | 0             | -             | -                  | ?                  | 6     |       |
| 3.ª                         | 2012/13             | 29                  | 4    | 1    | 1             | -             | -                  | 30                 | 5     |       |
| Total                       | Total               | 85                  | 12   | 2    | 1             | -             | -                  | 87                 | 13    |       |
| Libertad (S) Argentina      |                     |                     |      |      |               |               |                    |                    |       |       |
| 3.ª                         | 2013/14             | 31                  | 6    | 2    | 0             | -             | -                  | 33                 | 6     |       |
| 3.ª                         | 2014                | 14                  | 5    | -    | -             | -             | -                  | 14                 | 5     |       |
| Total                       | Total               | 45                  | 11   | 2    | 0             | -             | -                  | 47                 | 11    |       |
| Cipolletti Argentina        |                     |                     |      |      |               |               |                    |                    |       |       |
| 3.ª                         | 2015                | 29                  | 7    | -    | -             | -             | -                  | 29                 | 7     |       |
| 3.ª                         | 2016                | 10                  | 3    | 2    | 0             | -             | -                  | 12                 | 3     |       |
| 3.ª                         | 2016/17             | 26                  | 6    | -    | -             | -             | -                  | 26                 | 6     |       |
| 3.ª                         | 2017/18             | 22                  | 2    | 5    | 1             | -             | -                  | 27                 | 3     |       |
| 3.ª                         | 2018/19             | 21                  | 1    | 1    | 0             | -             | -                  | 22                 | 1     |       |
| Total                       | Total               | 108                 | 19   | 8    | 1             | -             | -                  | 116                | 20    |       |
| Total en su carrera         | Total en su carrera | Total en su carrera | 331  | 53   | 12            | 2             | -                  | -                  | 343   | 55    |

## Palmarés
| Título                     | Club              | País      | Año  |
| -------------------------- | ----------------- | --------- | ---- |
| Ascenso a Primera División | Unión de Santa Fe | Argentina | 2011 |